# Acheilognathus elongatoides
Acheilognathus elongatoides là loài cá nước ngọt thuộc họ Cá chép. Đây là loài đặc hữu của Việt Nam. Loài này dài tối đa là 9,8 cm.